# Чёрный Плащ
«Чёрный Плащ» (англ. Darkwing Duck) — американский мультсериал выпускавшийся в 1991—1992 годах в жанре супергеройской анимационной комедии, созданный студией Walt Disney Television Animation по идее Тэда Стоунса и впервые транслировавшийся в 1991—1992 годах в США в блоке «The Disney Afternoon» и по воскресеньям утром на канале ABC. Сюжет сериала вращается вокруг заглавного персонажа — загадочного супергероя-селезня, в обычной жизни — жителя пригорода и семьянина Кряка Лапчатого.

## История создания
Концепция «Чёрного Плаща» возникла на основе предшествующего сериала «Утиные истории»; появление персонажей из последнего (в том числе Зигзага Маккряка и Фентона Крякшелла) сформировало популярное мнение о существовании общей вселенной для обоих сериалов; несмотря на это, Тэд Стоунс в интервью для журнала The Hollywood Reporter считает сеттинги обоих проектов отдельными друг от друга; утверждение Стоунса вызвало споры в фанатской среде.
Всё началось с того, что Тэд Стоунс захотел создать мультсериал о супергерое, таком как Бэтмен, Тень или Зелёный Шершень, только забавнее. В итоге в качестве персонажей были выбраны утки. Было решено, что действия мультсериала будут происходить в той же вселенной, что и у «Утиных историй», и некоторые персонажи будут перенесены в «Чёрного Плаща». Одним из таких персонажей стал Зигзаг Маккряк. Также создатель признался, что с детских лет он видел образ супергероя таким, как Чёрный Плащ: «Такие персонажи всегда были интереснее для меня, чем, например, Супермен, потому что они обладают более широким диапазоном эмоций, выражение которых не имеет границ. Гораздо интересней и веселей — смотреть на персонажа, который не имеет физических ограничений».
4 октября 2019 года на фестивале Comic-Con Russia Стоунс рассказал, что первоначально сериал должен был стать пародией на бондиану под названием «Ноль-ноль-утка»: «Я не очень понимал эту идею и сделал всё в соответствии со своим видением. Глава „Дисней“ тоже считал, что истории о секретном агенте не хватает семейности. Проект про секретного агента отдали другому менеджеру, который предложил сделать из Бонда-утки супергероя. Но истории всё равно не хватало тепла. Всё изменилось, когда мы придумали Гусёну, приемную дочь Чёрного Плаща». Это была идея из разряда «Что, если бы у Бэтмена была дочка, которая бы не хотела сидеть дома». В итоге от названия «Ноль-ноль-утка» отказались из-за возможных исков по поводу нарушения авторских прав. Что дало Стоунсу возможность делать сериал в духе комиксов 1950-х годов, на которых он вырос. Студия устроила конкурс названий, победило «Тёмное крыло» Алана Бёрнетта, к нему добавили «Утку» — получилось привычное для зрителей название сериала — Darkwing Duck, в России изменённое на «Чёрный Плащ».

## Мультсериал
Список эпизодов мультсериала «Чёрный Плащ».

## Главный герой
Чёрный Плащ (настоящее имя — Кряк Лапчатый) — супергерой, который живёт в вымышленном городе Сен-Канар. Но в обычной жизни он вовсе не герой, а простой гражданин — Кряк Лапчатый. У Чёрного Плаща есть приёмная дочь Гусёна. До знакомства с Зигзагом и Гусёной Кряк жил в высокой башне на главном мосту города, однако позже у него появляется полноценный дом. Башня остаётся штаб-квартирой Чёрного Плаща. ЧП — обыкновенный селезень, однако он выделяется из всех вытянутым вверх черепом. В обычном образе Кряк носит розовую рубашку и зелёный жилет «в ромбик». В образе «борца со злом» Кряк носит большую шляпу, двубортный пиджак с голубой водолазкой, фиолетовую маску на лице и, конечно, свой плащ. Почти всегда перед своим явлением злодеям Чёрный Плащ пускает в помещение дымовую шашку и, чтобы произвести впечатление, говорит фразу:
Я — ужас, летящий на крыльях ночи. Я — Чёрный Плащ!
Но очень часто после произнесения этих слов какой-нибудь враг Чёрного Плаща пускает остроумную шутку в ответ или даже не даёт договорить ему эту фразу, что очень огорчает Чёрного Плаща.
Часто Кряк терпит неудачи в боях со злодеями, но в конце концов одерживает победу над ними.
В качестве средства передвижения использует мотоцикл с коляской, который называется «Крысолов». Причём он обязательно надевает мотоциклетный шлем, когда ездит на этом мотоцикле (не надевает лишь в 1-й, 2-й и ещё в одной серии «Утка исчезает»). Остальные герои тоже по примеру ЧП иногда надевают шлемы при поездке с ним на мотоцикле.
В начале сериала Зигзаг сконструировал для Чёрного Плаща самолёт в виде головы селезня — «Громокряк». Уменьшенная его копия используется для доставки срочных сообщений от организации Ш.У.Ш.У.
Тэд Стоунс также создал ключевого отрицательного персонажа — Антиплаща, как противоположность главному герою. Для этого автор использовал образ Профессора Зума.

### Происхождение
На выпускном балу в школе одноклассники Кряка Лапчатого подверглись нападению Элмо Искромёта (однокласника Кряка Лапчатого), который выбрал себе имя «Мегавольт», и, чтобы защитить их, он предстал в образе Чёрного Плаща.

### Встреча с Гусёной
В начале мультсериала Кряк знакомится с маленькой девочкой по имени Гусёна. Знакомство вышло внеплановым, оно произошло по ходу борьбы Кряка с главным злодеем первых двух серий — мафиози Тарасом Бульбой (так в русском переводе; в оригинале — англ. Taurus Bullba). Гусёна являлась неким «артефактом», по словам Тараса Бульбы, она, якобы, должна знать секретный код от смертоносного прибора, который изобрёл её умерший дедушка. Однако Гусёна не знала пароль, так как её дедушка ничего не сказал своей внучке, поэтому Тарас Бульба решает похитить Гусёну и пытками выведать у неё пароль. Чёрному Плащу ничего не оставалось делать, кроме как спасти Гусёну. Сначала Кряк хотел побыстрей от неё избавиться, так как Гусёна была непоседой и надоедала ему, но позже, после долгого совместного времяпрепровождения, Кряк привязался к Гусёне, а она, в свою очередь, привязалась к нему. После временной победы над Тарасом Бульбой Кряк решается удочерить Гусёну. Начиная с третьей серии, Гусёна живёт в доме Кряка.

## Номинации
| Год  | Премия                | Категория                      | Результат | Прим.  |
| ---- | --------------------- | ------------------------------ | --------- | ------ |
| 1992 | Дневная премия «Эмми» | «Лучшая анимационная передача» | Номинация | [ 13 ] |
| 1993 | Дневная премия «Эмми» | «Лучшая анимационная передача» | Номинация | [ 14 ] |

## Комиксы
В конце 1991 года Disney Comics опубликовала мини-серию комиксов «Чёрный Плащ» из 4 выпусков, адаптацию сценария «Darkly Dawns the Duck». Также истории о Чёрном Плаще регулярно печатались в журнале Disney Adventures с ноября 1991 по январь 1996 года, и в книге комиксов Disney Afternoon.
С июня 2010 года BOOM! Studios начала публикацию мини-серии комиксов из четырёх выпусков «Чёрный Рыцарь возвращается» («The Duck Knight Returns»), авторами были Аарон Спэрроу, Иэн Брилль и художник Джеймс Сильвани, действие происходило через год после финала сериала. Первая книга-сборник с этими 4 выпусками вышла осенью 2010 года. В отличие от оригинального сериала, комикс подчеркивал связь вселенной Чёрного Плаща со вселенной Утиных Историй, вводя множество героев, вроде Магики де Гипноз, Скруджа МакДака и других. Серия-кроссовер из 4 частей под названием «Dangerous Currency» была выпущена в цикле Утиные Истории № 5 и 6 и Чёрный Плащ № 17 и 18. Также этот цикл упоминал героев из других диснеевских вселенных. Цикл был завершён на 18 выпуске в октябре 2011 по причине утери BOOM! Studios лицензии от Disney Comics. Последним (ноябрь 2011) изданным в этой серии был том № 5 «Dangerous Currency», книга-кроссовер.
В 2016 году Спэрроу и Сильвани вернулись к комиксу, и 27 апреля первый выпуск «Orange is the New Purple» вышел в печать от фирмы Joe Books. Комикс был отменён после 8 выпуска из-за плохих продаж.
В 2018 году вышел кинокомикс в серии Cinestory Comix.

## На телевидении
Оригинально мультсериал был показан в 1991—1992 годах, всего выпущен 91 эпизод, впервые показанный в США телесетями The Disney Afternoon и American Broadcasting Company.

### Связанная вселенная
В мультсериале «Утиные истории» 2017 года Чёрный Плащ играет важную повторяющуюся роль. Сначала Чёрный Плащ появился как старое телевизионное шоу, фанатом которого является Зигзаг Маккряк. Само шоу впервые появляется в эпизоде «Осторожно: М.О.Д.У.С.!», в котором рассказывается о сражении Чёрного Плаща с Квагой, Ликвигадом и Мегавольтом. Во время просмотра эпизода Зигзаг заявляет, что актёр, изображающий Чёрного Плаща, является «актёром старой школы, который выполнил все свои трюки сам» по имени Джим Дроздлинг — пародия своего голосового актёра Джима Каммингса; который повторяет свою роль персонажа вместе с Майклом Беллом как Квага. Другими ссылками являются имя Сен-Канара, упоминаемое в пилотном эпизоде, и название злой организации В.А.О.Н. Обе организации В.А.О.Н. и Ш.У.Ш.У. появились в серии «Из конфиденциального досье на Агента 22!». Тема финальных титров Чёрного Плаща появляется в серии «Последнее крушение „Метеора“!» как часть шоу в шоу. В «Дружба магии не терпит!» Зигзаг и миссис Клювдия смотрят эпизод с Чёрным Плащом, основанный на настоящем эпизоде «Банановые мозги», с участием Лютеня.
Первая главная роль Чёрного Плаща в «Возвращении утки-рыцаря», где Кряк Лапчатый (Крис Диамантопулос) заменил Джима Дроздлинга в роли Чёрного Плаща в фильме, снятом компанией Скруджа МакДака. После того, как безумная попытка Дроздлинга убить Лапчатого привела к взрыву декораций и предполагаемой смерти Дроздлинга, фильм отменяется. Однако Зигзаг убеждает Кряка стать настоящим супер-героем, а Дроздлинг, тайно пережив взрыв, становится Антиплащом. Кряк позже появляется в «Лунное вторжение» чтобы помешать лунянам, и в конце эпизода у В.А.О.Н. появляется заговор, чтобы устранить Скруджа и его семью после проблемы, которую они по существу вызвали; со Стальным Клювом в их рядах. Чёрный Плащ занимает видное место в двухсерийном эпизоде «Ну-ка, от винта!», в котором представлены новые воплощения Гусёны (Стефани Беатрис) и Тараса Бульбы (Джеймс Монро Иглхарт).. Черный Плащ, Гусёна и Стальной Клюв снова появились в финале сериала «Последнее приключение!».